# Milas
Milas (gr. Μύλασα, Mylasa) – miasto w Turcji w prowincji Muğla.
Według danych na rok 2000 miasto zamieszkiwało 38 063 osób.